# Bhuli
Bhuli là một census town ở quận Dhanbad ở bang Jharkhand, Ấn Độ.

## Dân số
Theo cuộc điều tra dân số năm 2001 của Ấn Độ,India Bhuli có một dân số 89.584 người. Nam giới chiếm 54% dân số và nữ giới chiếm 46% dân số. Bhuli có một tỷ lệ biết chữ là 63%, cao hơn mức trung bình của quốc gia là 59,5%; với 71% đàn ông biết chữ và 55% phụ nữ biết chữ. 15% dân số dưới 6 tuổi.